# Tanfoglio Force半自動手槍
Tanfoglio Force半自動手槍又稱Force 99、Force 2002、EAA證人塑料手槍或EAA證人高分子手槍（英語：EAA Witness Polymer）或EAA證人P-攜帶型半自動手槍（英語：EAA Witness P-Carry）是由意大利加尔多内瓦尔特龙皮亚近布雷西亚的Tanfoglio公司仿製及改進自CZ 75與CZ 85以後生產的一系列半自動手槍，發射9×19毫米帕拉貝倫、大口徑至.45 ACP、小口徑至.22 LR的各式子彈。
Tanfoglio Force是在1997年推出，兩年以後的1999年，再推出經重新設計的底把的Force 99型號。這款手槍藉由歐美兵工廠公司（EAA）進口到美國，並且命名為“Witness Polymer”（Force）和“Witness P”（Force 99）。

## 設計細節
Tanfoglio Force型號是Tanfoglio T95戰鬥／標準型高強度钢製底把型號的聚合物底把版本；而從事實換句話來說，就是由生產商對著名的CZ 75手槍設計的仿製及對小細節改進型號。力量22 L型具有標準尺寸的聚合物／鋁質組合式底把，而力量攜帶R警用型和力量攜帶F專業型則採用混合式材質設計，為聚合物底把和拋光鋼製「驚異」表面處理的套筒組合。
Tanfoglio Force是一把採用了槍管短行程後座操作（使用白朗寧大威力式無絞鏈傾斜槍管）、後膛閉鎖式半自動手槍。大多數型號都具有單動和雙動式操作的能力，並且具有兩手靈巧的裝設於底把式戰鬥“開關”式手動保險裝置，可用阻鐵以上鎖，使扳機無法向後扣動；同時還裝有內置式擊針阻塊保險裝置，用於阻止擊針向前行進。手動保險可讓擊錘待擊以下攜帶（這配置稱為條件1），只需將保險解鎖即可使用。
與大多數其他的半自動手槍型號不同，而類似於瑞士SIG P210的是，Tanfoglio Force的套筒導軌是從外側整個「嵌」入套筒外側的導槽內而非「騎」在以外。這樣非常緊密結構能夠減少滑套的橫向鬆動、加強槍管閉鎖以及降低槍膛軸線，從而有利於提升精度。少數的缺點是在手動操作滑套時，必須施力在合適的部位，以免被滑套座上部擠傷。裝在套筒以上的保險／解脫桿（類似於Tanfoglio T95標準型）的新型套筒可作為Force 99的原廠選裝配件。大多數衍生型具有三點式固定機械瞄具，以提高可視度。一部份衍生型裝有完全可調節的千分尺比賽型照門，可作風偏調整。Tanfoglio Force型號以可拆卸式大容量雙排彈匣為標準供彈具。它也是各種量產中的半自動手槍之中少數具有10毫米Auto膛徑的手槍之一。
自2006年以來，所有的Tanfoglio Force型號都配備了一條整體式MIL-STD-1913戰術導軌，以便將戰術附件（比如戰術燈和雷射瞄準器）附接到該槍以上。

### 彈匣
Tanfoglio Force半自動手槍的可拆卸式彈匣容量因從可裝填彈數到上膛彈數，以及Tanfoglio Force半自動手槍衍生型的精確性而異。從技術上而言，握把（及在其以內的彈匣插槽）的長度決定了可用的最短彈匣長度和最小彈匣容量。然而，手槍彈匣的最大容量也可能受到某些司法管轄區的法律所限制。
在較新型的手槍之中，其彈匣在手槍以內的高度比舊彈匣要高出2毫米（0.079英寸），以使彈藥更靠近膛室以後的供彈坡道。德國Tanfoglio公司為他們的客戶免費提供所需的更換部件，以使舊型手槍裝上彈匣以後的位置較以前要高，以解決供彈問題。
Tanfoglio和歐美兵工廠公司提供以下容量的可拆卸式彈匣：
| 彈匣容量 （即彈匣內多少發） | 7 | 9 | 10 | 11 | 12 | 13 | 14 | 15 | 16 | 18 |
| 9×19公釐帕拉貝倫彈          | — | — | —  | —  | 12 | —  | —  | 15 | 16 | 18 |
| 9×21毫米IMI                 | — | — | —  | —  | 12 | —  | —  | 15 | 16 | 18 |
| .38超級彈                   | — | — | —  | —  | 12 | —  | —  | —  | 16 | 18 |
| .40 S&W                     | — | 9 | —  | 11 | —  | 13 | 14 | 15 | —  | —  |
| 10毫米Auto                  | 7 | — | 10 | 11 | —  | —  | —  | 15 | —  | —  |
| .45 ACP                     | 7 | 9 | 10 | —  | —  | —  | —  | —  | —  | —  |
| .22 LR                      | — | — | 10 | —  | —  | —  | —  | —  | —  | —  |

另外還有“半原廠”零件和改裝彈匣可用於優化Tanfoglio手槍在實戰射擊競賽和其他比賽槍械以上使用時的表現。

### 與CZ 75的顯著差異
Tanfoglio Force／EAA證人手槍和CZ 75之間的最大區別是彈膛與口徑；當CZ 75僅有9×19毫米魯格、.40 S&W和.22 LR（在其Kadet型號時），Tanfoglio Force卻可在9×19毫米帕拉貝倫、9×21毫米IMI、.38超級彈、.40 S&W、10毫米Auto、.45 ACP和.22 LR之間轉換口徑。
為了在膛徑之間轉換，只需要拆除和裝上適當的槍管／套筒／緩衝彈簧（“頂端”）組件和插入相應的彈匣。這使得使用者可以在數秒鐘內，從9×19毫米魯格彈轉換為.38超級彈或10毫米Auto子彈轉換為.45 ACP子彈，換句話說，從一種口徑轉換到另一種口徑，可讓射手得到在一個序列化底把以上使用多個口徑的靈活性。頂端套件一應俱全，而且成本不到完整的手槍價格的一半。這種轉換功能的另一個好處是，每個口徑的變化都與手槍下部的任何定製扳機、槍托等配件相互獨立。這使得射手可以廉價和無處不在的.22 LR口徑彈藥進行射擊訓練，然後轉換頂端組件並準備好用於“社交攜帶”或競賽，期間無需改變人體工程學或指向感覺。
可互換的頂端組件所提供的另一個功能是不同的套筒與槍管長度。標準型底把上可裝上長度較短的“緊湊型”頂端，反之亦然。因此，最通用的緊湊型底把可以使用所有長度的套筒以及緊湊型和標準型彈匣。
由於其較大型的彈匣寬度，Tanfoglio Force半自動手槍對於手掌較小的射手而言可能有些不舒服，但售後市場握把可以把其握把做得有如M1911手槍一樣薄，同時在.45 ACP口徑時比後者多裝填2至3發。此外，其鋼鐵版本比其他生產商，比如黑克勒&科赫和格洛克製造的複合材料和手槍更沉重，但這種重量的增加也會降低可感後座力。各型號的精度各不相同，但Tanfoglio Force半自動手槍的精度與其他半自動手槍類似。該槍亦有著原廠被動的衍生型，比如黃金、黃金比賽、限制容量和戰鬥運動版本（在美國被命名為“證人精英”型）。

## 衍生型
與Tanfoglio T95手槍一樣，Tanfoglio Force製有多個衍生型。以下在膛徑以後、括號之間的數字是表示各個衍生型的標配彈匣的彈藥容量（=彈匣以內的裝彈數量+彈膛以內的裝彈數量）。
以下還有一張表格以供快速參考，每個型號都列出了其各個膛徑的彈藥容量。
| 衍生型          | 9×19公釐帕拉貝倫彈 | 9×21毫米IMI | .38超級彈 | .40 S&W | 10毫米Auto | .45 ACP | .22 LR |
| 力量型          | 16                 | 16          | 17        | 14      | 11         | 10      | —      |
| 力量運動型      | 16                 | 16          | 17        | 12      | 11         | 10      | —      |
| 力量緊湊型      | 13                 | 13          | 13        | 12      | 8          | 8       | —      |
| 力量攜帶型      | 16                 | 16          | —         | 12      | —          | —       | —      |
| 力量攜帶R警用型 | 15                 | 15          | —         | —       | —          | —       | —      |
| 力量攜帶F專業型 | 15                 | 15          | —         | —       | —          | —       | —      |
| 力量L型         | 15                 | 15          | 17        | 12      | 11         | 10      | —      |
| 力量22 L型      | —                  | —           | —         | —       | —          | —       | 10     |

### 力量型
為全尺寸自衛手槍，裝有聚合物底把和大容量彈匣。該手槍具有裝在底把以上的“待擊及鎖定”保險、自動擊針保險、雙動操作扳機、標準可逆式彈匣扣、標準擊錘、三點式瞄準具和標準彈匣。力量型在烤藍表面處理時的可用膛徑為9×19公釐帕拉貝倫彈（16）、9×21毫米IMI（16）、.38超級彈（17）、.40 S&W（14）、10毫米Auto彈（11）和.45 ACP（10）。

### 力量運動型
為動作射擊及自衛為主的全尺寸手槍，同樣裝有聚合物底把和大容量彈匣。該手槍亦具有裝在底把以上的“待擊及鎖定”保險、自動擊針保險、雙動操作扳機、標準可逆式彈匣扣、標準擊錘、三點式瞄準具和標準彈匣。力量運動型在烤藍表面處理時的可用膛徑為9×19公釐帕拉貝倫彈（16）、9×21毫米IMI（16）、.38超級彈（17）、.40 S&W（12）、10毫米Auto彈（11）和.45 ACP（10）。

### 力量緊湊型
為自衛為主的緊湊型尺寸手槍，裝有聚合物底把和小容量彈匣。該手槍具有裝在底把以上的“待擊及鎖定”保險、自動擊針保險、雙動操作扳機、標準可逆式彈匣扣、標準擊錘和三點式瞄準具。力量緊湊型在烤藍表面處理時的可用膛徑為9×19公釐帕拉貝倫彈（13）、9×21毫米IMI（13）、.38超級彈（13）、.40 S&W（12）、10毫米Auto彈（8）和.45 ACP（8）。

### 力量攜帶型
為自衛為主的袖珍型尺寸手槍，裝有聚合物底把和小容量彈匣。該手槍具有雙動操作扳機、圓形扳機護環底把、標準可逆式彈匣扣、延長型海狸尾、標準保險、標準擊錘、橡膠握把、三點式瞄準具和標準彈匣。力量攜帶型在烤藍表面處理時的可用膛徑為9×19公釐帕拉貝倫彈（16）、9×21毫米IMI（16）和.40 S&W（12）。

### 力量攜帶R警用型
為自衛為主的袖珍型尺寸手槍，裝有聚合物底把、鋼製套筒和小容量彈匣。該手槍具有裝在底把以上的“待擊及鎖定”保險、自動擊針保險、雙動操作扳機、標準可逆式彈匣扣、標準擊錘和三點式瞄準具。力量攜帶R警用型的可用膛徑為9×19公釐帕拉貝倫彈（15）和9×21毫米IMI（15）。鋼製套筒表面可採用軍用烤藍型、拋光“驚異”型、烤藍“驚異”型或硬鍍鉻型等多個表面處理。

### 力量攜帶F專業型
為自衛為主的袖珍型尺寸手槍，裝有聚合物底把、鋼製套筒和小容量彈匣。該手槍具有雙動操作扳機、圓形扳機護圈底把、標準可逆式彈匣扣、延長型海狸尾、標準保險、標準擊錘、橡膠握把和三點式瞄準具。力量攜帶F專業型的可用膛徑為9×19公釐帕拉貝倫彈（15）和9×21毫米IMI（15）。鋼製套筒表面可採用軍用烤藍型、拋光“驚異”型、烤藍“驚異”型或硬鍍鉻型等多個表面處理。

### 力量L型
為目標及動作射擊為主的全尺寸手槍，同樣裝有聚合物底把和大容量彈匣。該手槍具有長套筒、雙動操作扳機、圓形扳機護圈底把、標準可逆式彈匣扣、延長型海狸尾、延長型保險、標準擊錘、橡膠握把、超級瞄準具（可調千分尺照門）、燕尾槽準星和標準彈匣。力量L型在烤藍表面處理時的可用膛徑為9×19公釐帕拉貝倫彈（15）、9×21毫米IMI（15）、.38超級彈（17）、.40 S&W（12）、10毫米Auto彈（11）和.45 ACP（10）。

### 力量22 L型
為目標及動作射擊為主的小膛徑全尺寸手槍，裝有聚合物底把和10發容量彈匣。該手槍具有長套筒、單動操作扳機、圓形扳機護圈底把、標準可逆式彈匣扣、延長型海狸尾、延長型保險、標準擊錘、橡膠握把、超級瞄準具（可調千分尺照門）和燕尾槽準星標準彈匣。力量22 L型在烤藍表面處理時的可用膛徑為.22 LR（10）。

## 在美國的零件供應情況
由於進口到美國的手槍數量有限，而且它們的受歡迎程度，Tanfoglio Force半自動手槍比一些類似的手槍更難找到零件（雖然購入價格相對的便宜，目前正需要澄清）。大部分零件，比如槍管或口徑轉換套件都只能通過美國進口商，歐美軍械庫公司獲得。

## 資料來源
1. ↑  Tanfoglio T95戰鬥／標準型高強度鋼製底把型具號有四種基本形態：L型、戰鬥運動型、戰鬥型、標準型、攜帶型、攜帶標準型、緊湊型和緊湊標準型，包含從全尺寸標準型到袖珍型的手槍底把尺寸。鋼製表面可採用軍用烤藍型、拋光“驚異”型、烤藍“驚異”型或硬鍍鉻型等多個表面處理。
2. ↑  （德文）—Tanfoglio Germany （页面存档备份，存于）
3. ↑  .   [2017-12-12]. （原始内容存档于2008-01-16）.

## 外部連結
- （意大利文）—官方网站
  - （英文）—官方网站
- （英文）—European American Armory Corporation company website** （英文）—Tanfoglio/EAA Witness manual
  - （英文）— （页面存档备份，存于）
- （英文）—Tanfoglio Force / EAA Witness pistol (Italy) at World Guns Modern Firearms & Ammunition（页面存档备份，存于）
- （简体中文）—D Boy Gun World（槍炮世界）—Tanfoglio系列（页面存档备份，存于）